# Dom Bractwa Czarnogłowych w Rydze

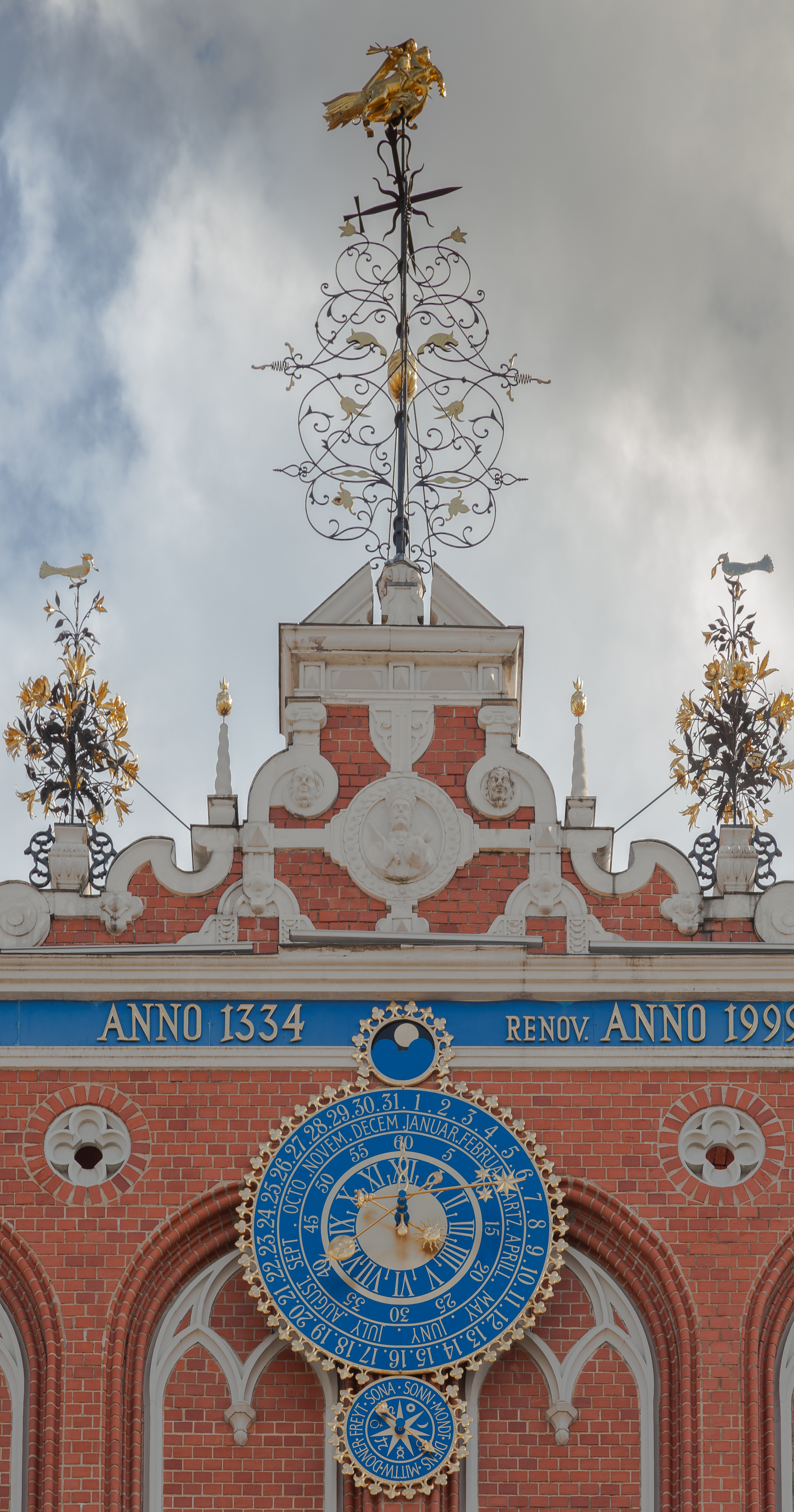
Dom Bractwa Czarnogłowych – fragment elewacji frontowej z zegarem astronomicznym

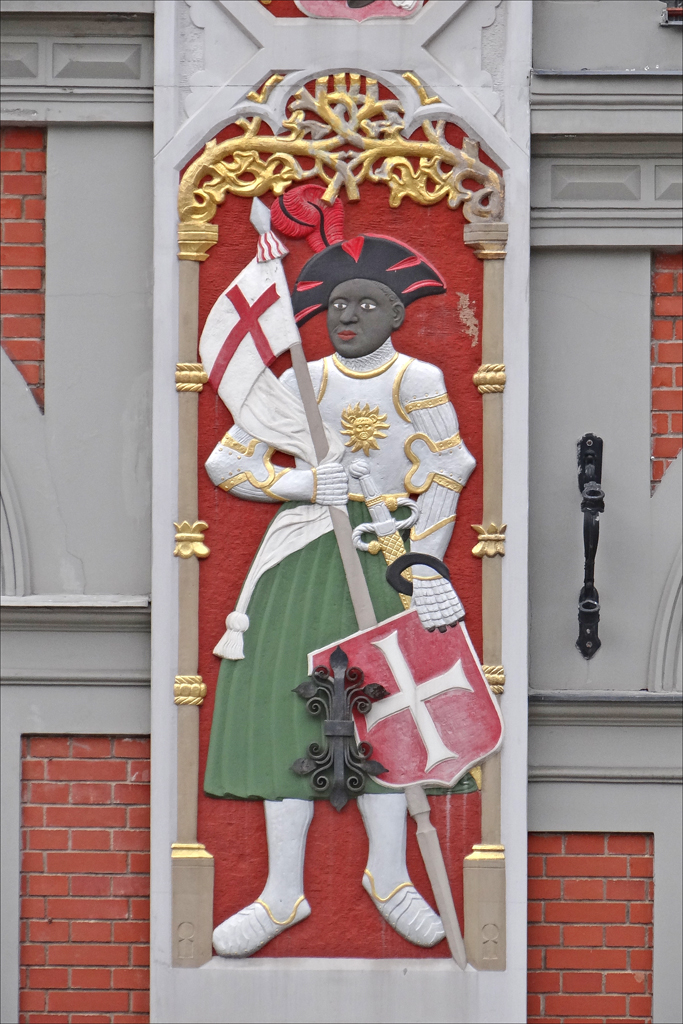
Dom Bractwa Czarnogłowych – płaskorzeźba przedstawiająca św. Maurycego

Dom Bractwa Czarnogłowych (łot. Melngalvju nams, niem. Schwarzhäupterhaus) – zabytkowy budynek usytuowany na ryskim Starym Mieście (Rātslaukums 7), jeden z symboli Rygi.
Wzniesiony na początku XIV wieku, użytkowany następnie jako siedziba tzw. Bractwa Czarnogłowych – stowarzyszenia, skupiającego bogatych i wolnych (nieżonatych) kupców pochodzenia niemieckiego, mającego znaczne wpływy na dzieje miasta. Nazwa pochodzi od patrona stowarzyszenia – św. Maurycego, którego w ikonografii przedstawiano jako postać o ciemnej karnacji.

## Historia
Budynek był po raz pierwszy wspomniany w 1334 r. jako „Nowy Dom Wielkiej Gildii”. Służył zarówno kupcom, jak i innym obywatelom Rygi, których większość była wówczas niemieckojęzyczna. Odpowiadał on swą funkcją Dworom Artusa, wznoszonym w tamtych czasach w innych miastach hanzeatyckich. Na parterze i piętrze posiadał pomieszczenia, przeznaczone dla spotkań członków gildii kupieckiej. W piwnicach budynku znajdował się m.in. skład win, w pomieszczeniach na poddaszu przechowywano inne cenniejsze towary.
W 1447 r. Rada Miejska Rygi wynajęła największą, paradną salę na piętrze budynku Bractwu Czarnogłowych. Bractwo (w języku łotewskim Melngalvju brālības) działało od połowy XIV w. w całej Liwonii. Była to pierwotnie organizacja typu paramilitarnego, nastawiona na ochronę, a nawet czynną obronę handlowych interesów jej członków. Skupiała młodych, nieżonatych kupców (czasem również przedstawicieli innych „wolnych” zawodów), głównie pochodzenia niemieckiego, którzy po jakimś czasie, po założeniu rodziny i osiedleniu się na stałe, wchodzili z reguły w szeregi patrycjatu miejskiego. Z czasem w bractwie górę wzięły cele handlowo-polityczne, a później również towarzyskie. W XVI w. ogromna większość członków bractwa przyjęła wyznanie reformowane. Bractwo Czarnogłowych było zarządzane przez przełożonych, wybieranych spośród jego członków. Na początku patronem tego stowarzyszenia był św. Jerzy (patron rycerzy i wojowników). Później rolę tę przejął święty Maurycy (męczennik), którego w ikonografii przedstawiano jako postać o ciemnej karnacji. Jego symbol, głowa Maura, wszedł do herbu Czarnogłowych. Przez kilka wieków ich stowarzyszenie posiadało znaczący wpływ na gospodarczy i społeczny rozwój miasta.
Architektoniczna ranga budynku w miejskiej zabudowie wzrosła, gdy na przełomie XVI i XVII w. został on przebudowany, uzyskując ceglaną, bogato zdobioną, manierystyczną fasadę na wzór niderlandzko-flamandzkich domów cechowych. Nie wiadomo, kto był autorem przebudowy – przypuszcza się, że byli to budowniczowie związani z Danią, Bremą albo Gdańskiem.
Nazwa „Dom Czarnogłowych” pojawiła się po raz pierwszy w 1687 roku, ale dopiero w 1713 roku przeszedł on na własność Bractwa. W 1895 r. Bractwo zakończyło działalność jako korporacja handlowa, stając się czymś w rodzaju stowarzyszenia społecznego i klubu, zrzeszającego niemieckojęzycznych mieszkańców miasta. Dom pozostawał jego własnością aż do wcielenia Łotwy do Związku Radzieckiego i wyjazdu stąd Niemców w 1940
Przez długie lata wnętrza Domu Czarnogłowych były najbardziej paradnymi pomieszczeniami w mieście. Bywali w nich carowie rosyjscy, królowie Szwecji, liczni książęta. Od września 1920 r. tu odbywały się posiedzenia plenarne rokowań pokojowych wojny polsko-bolszewickiej z lat 1919–1920. Tu także 18 marca 1921 o godz. 20:30 został podpisany traktat pokojowy pomiędzy Rosyjską FSRR i Ukraińską SRR a Rzeczpospolitą, kończący tę wojnę. Informuje o tym tablica pamiątkowa znajdująca się na klatce schodowej wewnątrz budynku.
Dom Czarnogłowych został poważnie zniszczony podczas II wojny światowej, 28/29 czerwca 1941 r., kiedy wojska niemieckie ostrzeliwały Rygę. W 1948 roku pozostałe ruiny decyzją władz radzieckich wysadzono w powietrze – nie tylko z powodu dużych zniszczeń budynku, ale także z powodów ideologicznych. Teren po budynku został włączony do znacznie powiększonego placu ratuszowego, obsiany trawą i pozostał niezagospodarowany do 1993 roku. Dopiero wtedy, już w niepodległej Republice Łotewskiej, w ramach przygotowań do obchodów 800-lecia miasta, postanowiono go odbudować. W ciągu czterech lat (1995–1999) budynek został wiernie odtworzony kosztem ok. 4 mln. łatów.

## Architektura

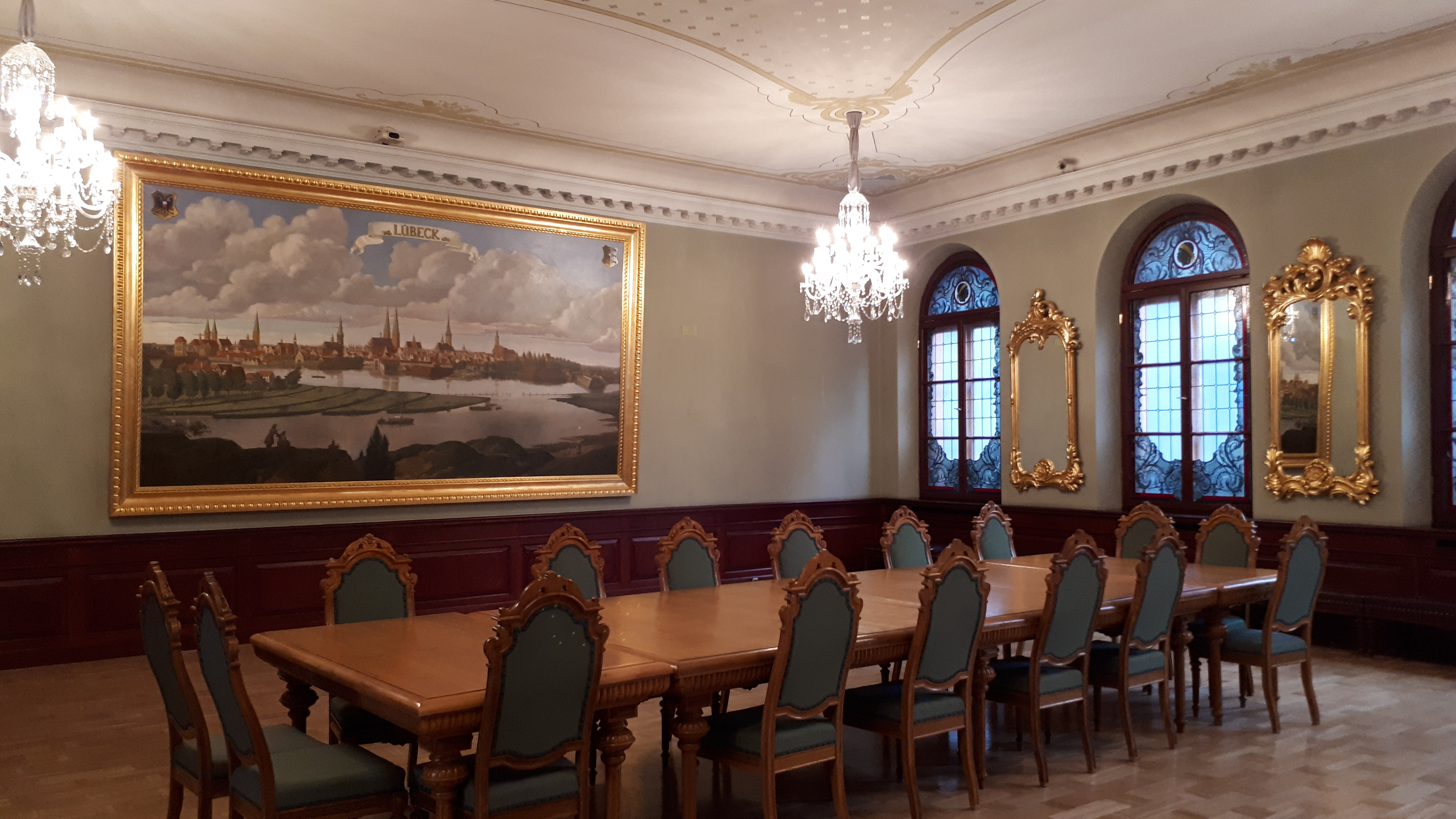
Dom Bractwa Czarnogłowych – Sala Lubeki

Dom Czarnogłowych zbudowany został w stylu gotyckim. Murowany, nakryty został stromym dachem dwuspadowym, którego szczyt sięgnął wysokości 27 metrów. Wzniesiony na rzucie prostokąta o wymiarach 17 na 25 m, jest nieco cofnięty w tył w stosunku do sąsiedniego, równie pięknego Domu Schwabego. Puste pole wypełnia obecnie parterowa kondygnacja z bramą wejściową. Po jej lewej stronie postać Matki Boskiej i herb Rygi, po prawej – św. Maurycego i herb Bractwa. Filary wieńczą figury lwów, trzymających włócznie i tarcze z herbami, a narożnik – rzeźba św. Jerzego w walce ze smokiem.
Potężna, manierystyczna fasada, pochodzi z czasów przebudowy budowli na przełomie XVI i XVII w. Wymurowana z czerwonej cegły, z czterema wysokimi blendami, zwraca uwagę kamiennymi detalami, w tym ślepymi maswerkami, wolutami i sterczynami. Na jej szczycie znajduje się wiatrowskaz, przedstawiający świętego Jerzego walczącego ze smokiem. Bezpośrednio poniżej, w szczycie budynku, znajduje się płaskorzeźba przedstawiająca legendarnego króla Artura z berłem i królewskim jabłkiem. Pod płaskorzeźbą znajduje się zegar astronomiczny typu „Calendarium perpetuum” (Wieczny kalendarz). Oryginał został wykonany w 1626 roku przez mistrza zegarmistrzowskiego Matisa. Aktualny zegar jest repliką wykonaną w Ratyzbonie. Oprócz faz księżyca, znaków zodiaku i czasu pokazuje on również datę i dzień tygodnia.
Pod zegarem umieszczono herby hanzeatyckich miast (od lewej): Rygi, Bremy, Lubeki i Hamburga, strzeżone z lewej i prawej strony przez lwy. Poniżej herbów znajdują się wykonane z cynku figury przedstawiające (od lewej) Neptuna, alegorie Jedności i Pokoju oraz Merkurego. Były one najmłodszymi elementami wystroju fasady, których autorem był w 1886 r. miejscowy rzeźbiarz August Volz (1851–1926), twórca również stojącego przed budynkiem posągu Rolanda.
We wnętrzu imponuje tzw. Wielka Sala o powierzchni 330 m², w której w 1921 r. odbywały się obrady plenarne delegacji pokojowych i w której został podpisany końcowy dokument traktatu ryskiego (p. wyżej). Została ona przywrócona do dawnej świetności wraz z wszystkimi dekoracjami ściennymi i sufitowymi oraz obrazami, przedstawiającymi szwedzkich królów Gustawa II Adolfa, Karola XI i Karola XII, królową Krystynę i rosyjską carycę Katarzynę II, cara Piotra I i wielkiego księcia Pawła I. Sąsiaduje z nią bezpośrednio tzw. Sala Lubeki o powierzchni 120 m², zdobiona panoramą Lubeki. Na schodach prowadzących do wielkiej sali znajdują się popiersia wybitnych kompozytorów: Johanna S. Bacha, Georga F. Händla, Josepha Haydna, Wolfganga Amadeusza Mozarta, Ludwiga van Beethovena, Franza Schuberta, Richarda Wagnera i Johannesa Brahmsa.
Przed budynkiem stoi posąg z 1897 r., przedstawiający Rolanda – bohatera średniowiecznego eposu rycerskiego, popularnego wśród społeczności niemieckiej. Pomnik odrestaurowano w 1999 r.